# William Rhind
William Rhind (30 de noviembre de 1797-1874) fue un médico, botánico, zoólogo, meteorólogo, y geólogo escocés.
Fue docente en Botánica en Aberdeen, Escocia. Tuvo como ilustradores a J.Bishop y a William Fitch. Fitch además era semejante artista botánico con una increíble habilidad en la ilustración de complejas estructuras botánicas.

## Algunas publicaciones
- The Feline Species
- Studies in Natural History

### Libros
- 1838. The Age of the Earth
- 1841. History of the Vegetable Kingdom. 711 pp. Tuvo ocho ediciones hasta 1877.
- 1842. The Geology of Scotland and Its Islands

- La abreviatura «Rhind» se emplea para indicar a William Rhind como autoridad en la descripción y clasificación científica de los vegetales.[1]

## Abreviatura (zoología)
La abreviatura Rhind  se emplea para indicar a William Rhind como autoridad en la descripción y taxonomía en zoología.